# 여욱환
여욱환은 대한민국의 배우다. 서울특별시에서 출생했고 2001년 KBS 드라마 《학교 4》로 데뷔했다.

## 학력
- 서울위례초등학교
- 동북중학교
- 보성고등학교
- 청운대학교 방송영상산업학과
- 동서울대학 의상학과

## 연기 활동
드라마
- 웹드라마 《나의 아름다운 신분 세탁소》
- E채널 & 드라마큐브 《라이더스: 내일을 잡아라》
- SBS 《자명고》
- 슈퍼 액션 《도시괴담 데자뷰》
- tvN 《로맨스 헌터》
- MBC 《논스톱3》
- KBS 《학교 4》
- SBS 《오픈드라마 남과여》

영화
- 《로맨틱 아일랜드》
- 《쌍화점》
- 《어우동: 주인 없는 꽃》
- 《청년경찰》

연극
- 《나쁜 자석》
- 《극적인 하룻밤》

뮤직비디오
- 이지훈 & 신혜성 - 인형
- 강현민 - 늘

## 방송 출연

#### 예능
- 《슈퍼 TV 일요일은 즐거워 - 출발 드림팀》(KBS2, 2001년)